# Shefik Osmani
Shefik Osmani (ur. 20 maja 1923 w Szkodrze, zm. 22 lipca 2012 w Tiranie) – albański nauczyciel, autor podręczników dla szkół podstawowych w Albanii i wśród albańskiej diaspory.

## Życiorys
Po ukończeniu studiów na jednej z uczelni w Związklu Radzieckim wrócił do Albanii, gdzie przez wiele lat pracował w Instytucie Językoznawstwa i Literatury.
Poza językiem albańskim znał rosyjski, francuski i włoski.

## Prace naukowe[1]
- Probleme te mesimdhenies ne ciklin e ulet te shkolles tetevjecare (1982)
- Fjalori i Pedagogjisë[2] (1983)
- Nje misionar ne sherbim te Kombit (1996)
- Pjetër Bogdani[2] (1996)
- J. H. Pestaloci dhe arsimi fillor (1997)
- Trashegimi social - pedagogjike - Motrat Qiriazi (1997)
- Reflekse etnopedagogjike (Shpalime etnopedagogjike), Vell. I (1998)
- Panteoni iranian dhe iranologët shqiptare (1998)[2]
- "Abetaret shqipe dhe trajektorja e tyre historike-pedagogjike (2000)
- Historia e Arsimit dhe e Mendimit Pedagogjik Shqiptar (2003)
- Historia e shkolles shqipe te mesimit plotesues ne Zvicer (2007)
- Shpalime etnopedagogjike, vell. II (2008)

## Podręczniki[1][3]
- Zemra ime 1, 2, 3 (1994)
- Shkolle e jete 4,5, 6. (1995)
- Mein Lesebuch 3-4 in albanicher Sprache (2000)
- Plotesori i abetares (2000)
- Vatra e diturise-tekst per nxenesit shqiptare ne Suedi (2007)

## Życie prywatne
Miał brata Tomora, który pracował jako wykładowca na Uniwersytecie w Szkodrze.